# 安妮·赫茲
安妮·藍道夫·赫茲（英語：Anne Randolph Hearst，1956年—）是一位美國社交名媛、慈善家及出版業繼承人。
赫茲前《舊金山考察報》總裁藍道夫·阿珀森·赫茲五位女兒的其中一位，其母為藍道夫的首任妻子凱瑟琳·伍德·坎貝爾（Catherine Wood Campbell）。她是報業大亨威廉·藍道夫·赫茲的孫女。曾在1974年被共生解放軍綁架的派翠西亞·赫茲是她其中一位姊妹。
赫茲有過三段婚姻：她的第一任丈夫是理查德·麥克切斯尼（Richard McChesney）。兩人在婚後不久後分居，安妮·赫茲在此期間生下了他們唯一的孩子阿曼達·赫茲。她的第二任丈夫是金·哈里斯（King Harris）。他們育有一子金·藍道夫·哈里斯（King Randolph Harris），並以離婚收場。第三任丈夫是小說家傑伊·麥克倫尼。他們在2006年11月21日結婚，赫茲是麥克倫尼的第四任妻子。